# Чемпіонат України з регбі 2001
Чемпіонат України 2001 року з регбі-15.
У одинадцятому чемпіонаті України вперше до вищої ліги увійшла зарубіжна команда. Нею став переможець першої ліги — тираспольський Олімп, представник однієї з найсильніших регбійних шкіл колишнього СРСР.

## Підсумкова турнірна таблицявищої ліги
| М | Команда                   | І | В | Н | П  | РО      | О  |
| - | ------------------------- | - | - | - | -- | ------- | -- |
| 1 | «Арго-НАУ» (Київ)         | ? | ? | ? | ?  | ?-?     | ?  |
| 2 | «ХТЗ» (Харків)            | ? | ? | ? | ?  | ?-?     | ?  |
| 3 | «Епоха-Політехнік» (Київ) | ? | ? | ? | ?  | ?-?     | ?  |
| 4 | ?                         | ? | ? | ? | 11 | 116-588 | 13 |